# Карренцин
Карренцин (нем. Karrenzin) — община в Германии, в земле Мекленбург-Передняя Померания.
Входит в состав района Пархим. Подчиняется управлению Пархимер Умланд.  Население составляет 642 человека (на 31 декабря 2010 года). Занимает площадь 26,40 км².
Коммуна подразделяется на 5 сельских округов.